# Cratichneumon unificatus
Cratichneumon unificatus är en stekelart som beskrevs av Tereshkin 2003. Cratichneumon unificatus ingår i släktet Cratichneumon och familjen brokparasitsteklar. Inga underarter finns listade i Catalogue of Life.